# Ronde van Frankrijk 1973
| Route van de Ronde van Frankrijk 1973. |                             |              |
| Eindklassement                         |                             |              |
| Algemeen klassement                    | Luis Ocaña                  | 122u 25' 34" |
| Tweede                                 | Bernard Thévenet            | + 15' 51"    |
| Derde                                  | José Manuel Fuente          | + 17' 15"    |
| Vierde                                 | Joop Zoetemelk              | + 26' 22"    |
| Vijfde                                 | Lucien Van Impe             | + 30' 20"    |
| Zesde                                  | Herman Vanspringel          | + 32' 01"    |
| Zevende                                | Michel Perin                | + 33' 02"    |
| Achtste                                | Joaquim Agostinho           | + 35' 51"    |
| Negende                                | Vicente López Carril        | + 36' 18"    |
| Tiende                                 | Régis Ovion                 | + 36' 59"    |
| Rode Lantaarn                          | Jacques-André Hochart (87e) | + 4h 51' 09" |
| Puntenklassement                       | Herman Vanspringel          | 187 punten   |
| Tweede                                 | Joop Zoetemelk              | 168 punten   |
| Derde                                  | Luis Ocaña                  | 145 punten   |
| Bergklassement                         | Pedro Torres                | 225 punten   |
| Tweede                                 | José Manuel Fuente          | 216 punten   |
| Derde                                  | Luis Ocaña                  | 192 punten   |
| Ploegenklassement                      | BIC                         | -            |
| Tweede                                 | KAS                         | -            |
| Derde                                  | Peugeot-BP                  | -            |

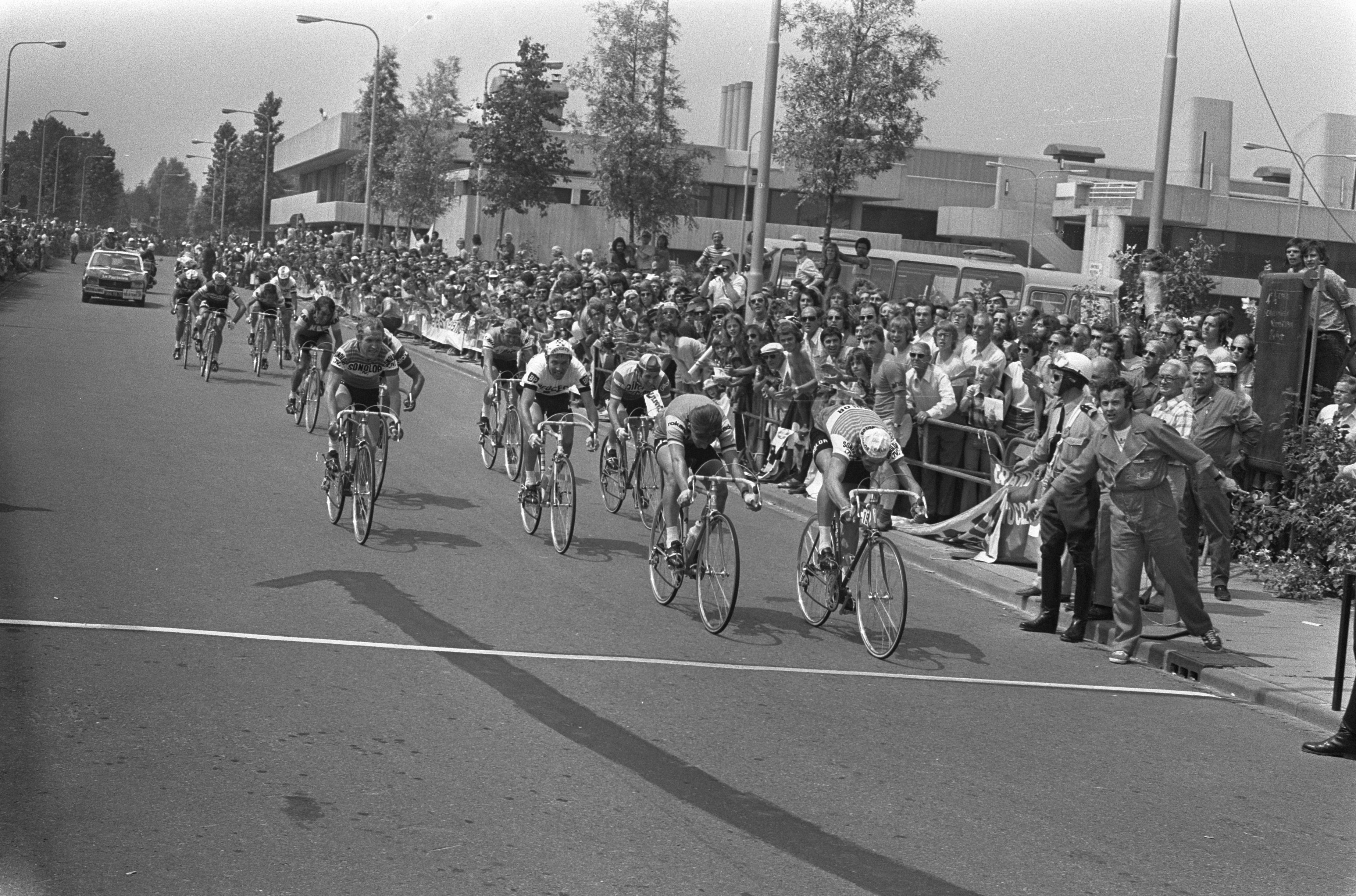
Aankomst in de eerste etappe van de Ronde van Frankrijk 1973

De 60e editie van de Ronde van Frankrijk ging van start op 30 juni in Scheveningen. Hij eindigde op 22 juli in Parijs. Er stonden 132 renners verdeeld over 12 ploegen aan de start. De overwinnaar van de vorige jaren, Eddy Merckx, nam niet deel.
- Aantal ritten: 20
- Totale afstand: 4140 km
- Gemiddelde snelheid: 33,407 km/h
- Aantal deelnemers: 132
- Aantal uitgevallen: 45

## Belgische en Nederlandse prestaties
In totaal namen er 29 Belgen en 12 Nederlanders deel aan de Tour van 1973.

### Belgische etappezeges
- Willy Teirlinck won de 1e etappe deel A van Scheveningen naar Rotterdam
- Eddy Verstraeten won de 2e etappe deel B van Sint-Niklaas naar Roubaix
- Walter Godefroot won de 5e etappe van Nancy naar Mulhouse, de 16e etappe deel A van Fleurance naar Bordeaux
- Lucien Van Impe won de 12e etappe deel B van Thuir naar Pyrénées 2000
- Wilfried David won de 15e etappe van Pau naar Fleurance
- De Belgische Watney-Maes ploeg won de 2e etappe deel A: de Ploegentijdrit van Sint-Niklaas naar Sint-Niklaas

### Nederlandse etappezeges
- Joop Zoetemelk won de proloog in Scheveningen, de 4e etappe van Reims naar Nancy

## Etappe-overzicht
| Etappe       | Parcours                                  | Eerste                         |
| ------------ | ----------------------------------------- | ------------------------------ |
| Proloog      | Scheveningen                              | Joop Zoetemelk (Ned)           |
| 1e Etappe a  | Scheveningen - Rotterdam                  | Willy Teirlinck (Bel)          |
| 1e Etappe b  | Rotterdam - Sint-Niklaas                  | José Catieau (Fra)             |
| 2e Etappe a  | Sint-Niklaas - Sint-Niklaas               | Watney-Maes                    |
| 2e Etappe b  | Sint-Niklaas - Roubaix                    | Eddy Verstraeten (Bel)         |
| 3e Etappe    | Roubaix - Reims                           | Cyrille Guimard (Fra)          |
| 4e Etappe    | Reims - Nancy                             | Joop Zoetemelk (Ned)           |
| 5e Etappe    | Nancy - Mulhouse                          | Walter Godefroot (Bel)         |
| 6e Etappe    | Belfort - Divonne-les-Bains               | Jean-Pierre Danguillaume (Fra) |
| 7e Etappe a  | Divonne-les-Bains - Gaillard              | Luis Ocaña (Spa)               |
| 7e Etappe b  | Gaillard - Méribel                        | Bernard Thévenet (Fra)         |
| 8e Etappe    | Moûtiers - Les Orres                      | Luis Ocaña (Spa)               |
| 9e Etappe    | Embrun - Nice                             | Vicente López Carril (Spa)     |
| 10e Etappe   | Nice - Aubange                            | Michael Wright (GBr)           |
| 11e Etappe   | Montpellier - Argelès-sur-Mer             | Barry Hoban (GBr)              |
| 12e Etappe a | Perpignan - Thuir                         | Luis Ocaña (Spa)               |
| 12e Etappe b | Thuir - Pyrénées 2000                     | Lucien Van Impe (Bel)          |
| 13e Etappe   | Bourg-Madame - Luchon                     | Luis Ocaña (Spa)               |
| 14e Etappe   | Luchon - Pau                              | Pedro Torres (Spa)             |
| 15e Etappe   | Pau - Fleurance                           | Wilfried David (Bel)           |
| 16e Etappe a | Fleurance - Bordeaux                      | Walter Godefroot (Bel)         |
| 16e Etappe b | Bordeaux - Bordeaux                       | Joaquim Agostinho (Por)        |
| 17e Etappe   | Sainte-Foy-la-Grande - Brive-la-Gaillarde | Claude Tollet (Fra)            |
| 18e Etappe   | Brive-la-Gaillarde - Puy de Dôme          | Luis Ocaña (Spa)               |
| 19e Etappe   | Bourges - Versailles                      | Barry Hoban (GBr)              |
| 20e Etappe a | Versailles - Versailles                   | Luis Ocaña (Spa)               |
| 20e Etappe b | Versailles - Parijs                       | Bernard Thévenet (Fra)         |

## Doping
Bij deze ronde werden er drie wielrenners positief getest: 
- Barry Hoban na de 9e etappe
- Claude Baud na de 13e etappe
- Michel Roques na de 18e etappe

Alle drie kregen een boete van 1000 Zwitserse frank, 1 maand voorwaardelijke schorsing en een tijdstraf van 10 minuten in het algemeen klassement.
 winnaars gele trui · 
 puntenklassement · 
 bergklassement · 
 jongerenklassement · 
 tussensprintklassement · 
 combinatieklassement · 
 ploegenklassement · 
 strijdlust · 
rode lantaarn
records · meeste deelnames · ranglijst etappewinnaars · bekende beklimmingen · valpartijen · dopinggevallen · Grand Départ · Souvenir Henri Desgrange
1903 · 
1904 · 
1905 · 
1906 · 
1907 · 
1908 · 
1909 · 
1910 · 
1911 · 
1912 · 
1913 · 
1914 ·
1915 ·
1916 ·
1917 ·
1918 · 
1919 · 
1920 · 
1921 · 
1922 · 
1923 · 
1924 · 
1925 · 
1926 · 
1927 · 
1928 · 
1929 · 
1930 · 
1931 · 
1932 · 
1933 · 
1934 · 
1935 · 
1936 · 
1937 · 
1938 · 
1939 · 
1940 ·
1941 ·
1942 ·
1943 ·
1944 ·
1945 ·
1946 ·
1947 · 
1948 · 
1949 · 
1950 · 
1951 · 
1952 · 
1953 · 
1954 · 
1955 · 
1956 · 
1957 · 
1958 · 
1959 · 
1960 · 
1961 · 
1962 · 
1963 · 
1964 · 
1965 · 
1966 · 
1967 · 
1968 · 
1969 · 
1970 · 
1971 · 
1972 · 
1973 · 
1974 · 
1975 · 
1976 · 
1977 · 
1978 · 
1979 · 
1980 · 
1981 · 
1982 · 
1983 · 
1984 · 
1985 · 
1986 · 
1987 · 
1988 · 
1989 · 
1990 · 
1991 · 
1992 · 
1993 · 
1994 · 
1995 · 
1996 · 
1997 · 
1998 · 
1999 · 
2000 · 
2001 · 
2002 · 
2003 · 
2004 · 
2005 · 
2006 · 
2007 · 
2008 · 
2009 · 
2010 · 
2011 · 
2012 · 
2013 · 
2014 · 
2015 · 
2016 · 
2017 · 
2018 · 
2019 ·
2020 · 
2021 · 
2022 · 
2023 · 
2024 · 
2025